# Tabarja
Tabarja (en arabe : طبرجا) est une ville côtière du caza du Kesrouan au Liban, situé à 7 km au Nord de Jounieh et 28 km au Nord de Beyrouth.
Le nom de Tabarja est d'origine grecque, ΠΕΡΙΦΕΡΕΙΑ, qui veut dire "centre administratif."
La principale attraction du village est le port pittoresque de pêche, où l'on croit que Saint Paul a pour la première fois quitté pour l'Europe.